# Больдрини, Лаура
Лаура Больдрини (итал. Laura Boldrini; род. 28 апреля 1961) — итальянская журналистка и политик, председатель палаты депутатов итальянского парламента (2013—2018).

## Биография
В 1985 году окончила юридический факультет университета Ла Сапиенца, после чего работала в телерадиокомпании RAI. В 1989−1993 годах работала в пресс-службе Всемирной продовольственной организации. С 1993 по 1998 годы работала во Всемирной продовольственной программе в качестве представителя Италии. С 1998 по 2012 годы Л.Больдрини была представителем Верховного комиссара по делам беженцев ООН, координатором информационной деятельности в Южной Европе, участвовала в многочисленных миссиях в «горячих точках», в том числе в бывшей Югославии, Афганистане, Пакистане, Ираке, Иране, Судане, на Кавказе, в Анголе и Руанде.
В апреле 2010 года опубликовала книгу Tutti indietro, в которой она описывает собственный опыт в решении гуманитарных кризисов и описывает деятельность людей, которые рискуют своими жизнями, чтобы спасти беженцев, приплывших с африканского побережья. Л. Больдрини пишет статьи в нескольких журналах и ведёт свой блог на сайте газеты La Repubblica.
На парламентских выборах 2013 года баллотировалась в избирательных округах Сицилии и Марке по списку партии Левые. Экология. Свобода (вошла в число 23 кандидатов в депутаты от этой партии, не прошедших предварительные выборы). Избрана в палату депутатов в числе 37 представителей ЛЭС и остаётся во фракции после ухода из неё 12 депутатов.
После продолжительных консультаций между партийными блоками, представленными в палате депутатов, 16 марта 2013 года Л.Больдрини была избрана председателем палаты, получив 327 из 618 голосов депутатов. Л. Больдрини — третья женщина в истории Италии, занявшая пост спикера парламента, после Леонильде Иотти и Ирен Пиветти.
Лоббирует признание права на Интернет-доступ неотъемлемым правом человека, на тему чего внесла законопроект.
По итогам парламентских выборов в марте 2018 года потерпела поражение в 1-м одномандатном округе Милана, получив 4,6 % голосов в качестве кандидата левой коалиции Свободные и Равные и оставшись на четвёртом месте (победителем стал представитель левоцентристской коалиции во главе с Демократической партией Бруно Табаччи, набравший 41,2 %). Тем не менее, была избрана в Палату депутатов по списку «Свободных и Равных» в многомандатном 1-м округе Ломбардии.
В декабре 2018 года сочла политический проект СиР провалившимся и основала новую партию под названием Futura, то есть «Будущая», ведущими программными принципами которой должны были стать идеи феминизма, волонтёрства и защиты окружающей среды.
24 сентября 2019 года стало известно о переходе Больдрини в Демократическую партию.

## Награды и премии
- Медаль Национальной комиссии по делам равноправия и равных возможностей мужчин и женщин (1999).
- Кавалер ордена «За заслуги перед Итальянской Республикой» (2004).
- Премия лучшему журналисту года Национального Совета журналистов (2009).
- Премия Ренато Бенедетто Фабрици[итал.], национальная премия ANPI (2011).
- Премия города Чезена (2011).

## Личная жизнь
Была замужем за журналистом Лукой Никозиа, имеет дочь.